# Schmidt D. Gyula
Schmidt Dezső Gyula (Budapest, 1879. november 4. – Budapest, 1915. április 12.) magyar építész, Schmidt Ádám jogtudós édesapja.

## Élete
Szülei Schmidt Károly István kávés és Gesserich Mária voltak. 1901-ben szerzett oklevelet a budapesti Királyi József  Műegyetemen. 1904-ben Horti Pállal, a St. Loius-i kiállítás magyar részlegének rendezőjével Amerikába utazott. Később elkísérte Hortit közép- és dél-amerikai, majd japáni és ceyloni kutatásaira. Horti halála után, 1907-ben tért haza, és rajztanárként kezdett el működni. Első építészeti megbízását a fővárosi iskolaépítési akció keretében kapta. 1908. május 26-án Budapesten feleségül vette Paál Ilona Paulát.
Több épületet tervezett néhány év alatt, emellett beszámolókat is írt külföldi útjairól. Az első világháború során, harctéren szerzett betegség áldozata lett 36. életévében.

## Ismert épületei
- 1910–1911: (székesfővárosi) Dembinszky utcai elemi iskola (ma: Facultas Humán Gimnázium), 1078 Budapest, Hernád u. 46.[4][6][7] – Bárczy István kislakás- és iskolaépítési programja keretében épült
- 1913–1914: Diakonissza árvaház és kórház, Pozsony, Ul. Bradlianska[4]
- 1913: állami elemi iskola (ma: Kiskunhalasi Felsővárosi Általános Iskola), 6400 Kiskunhalas, Szabadság tér 6.[4][8][9] – a Sváb Gyula-féle iskolaépítési program keretében épült

## Képtár

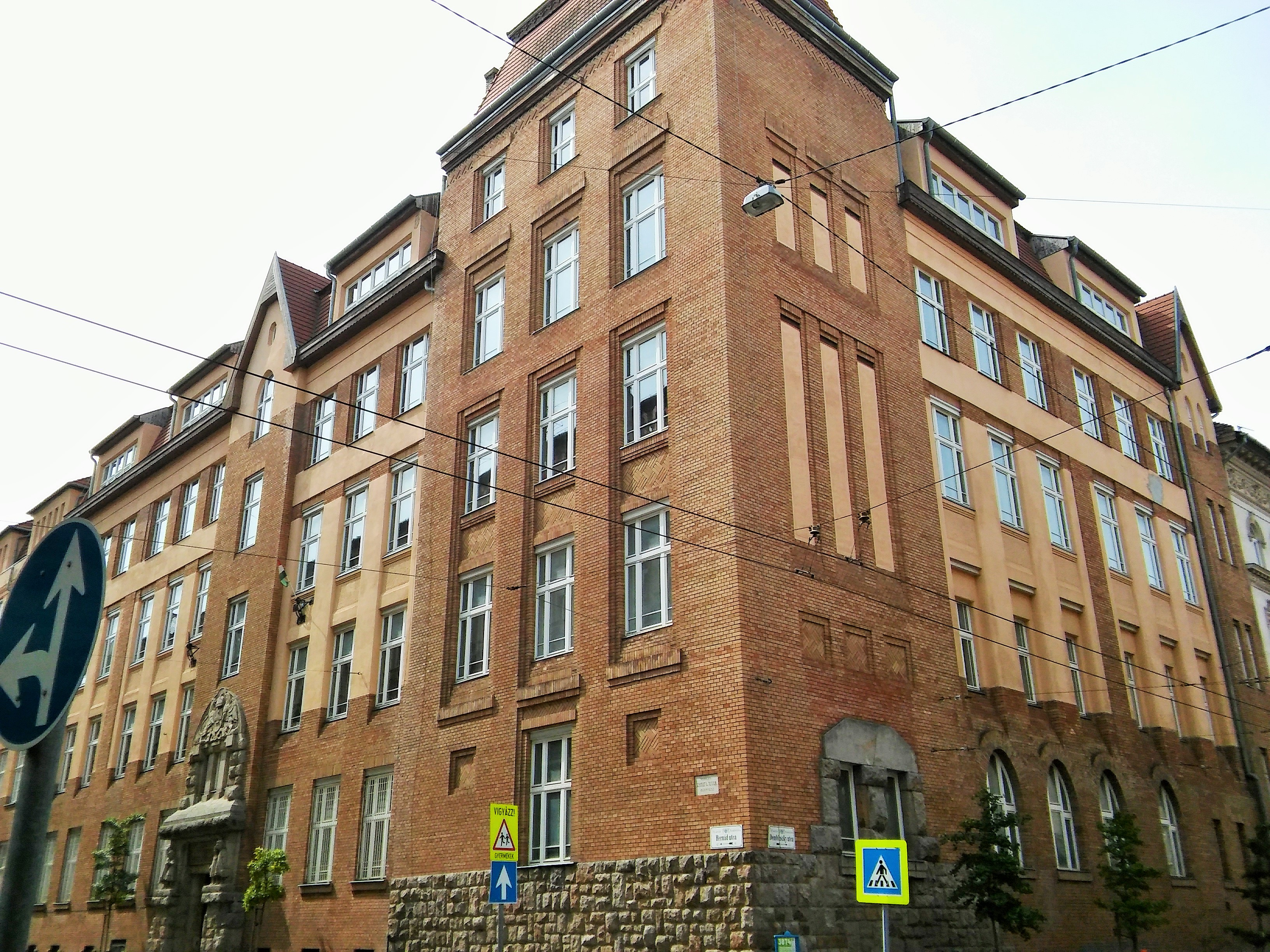
Dembinszky utcai elemi iskola
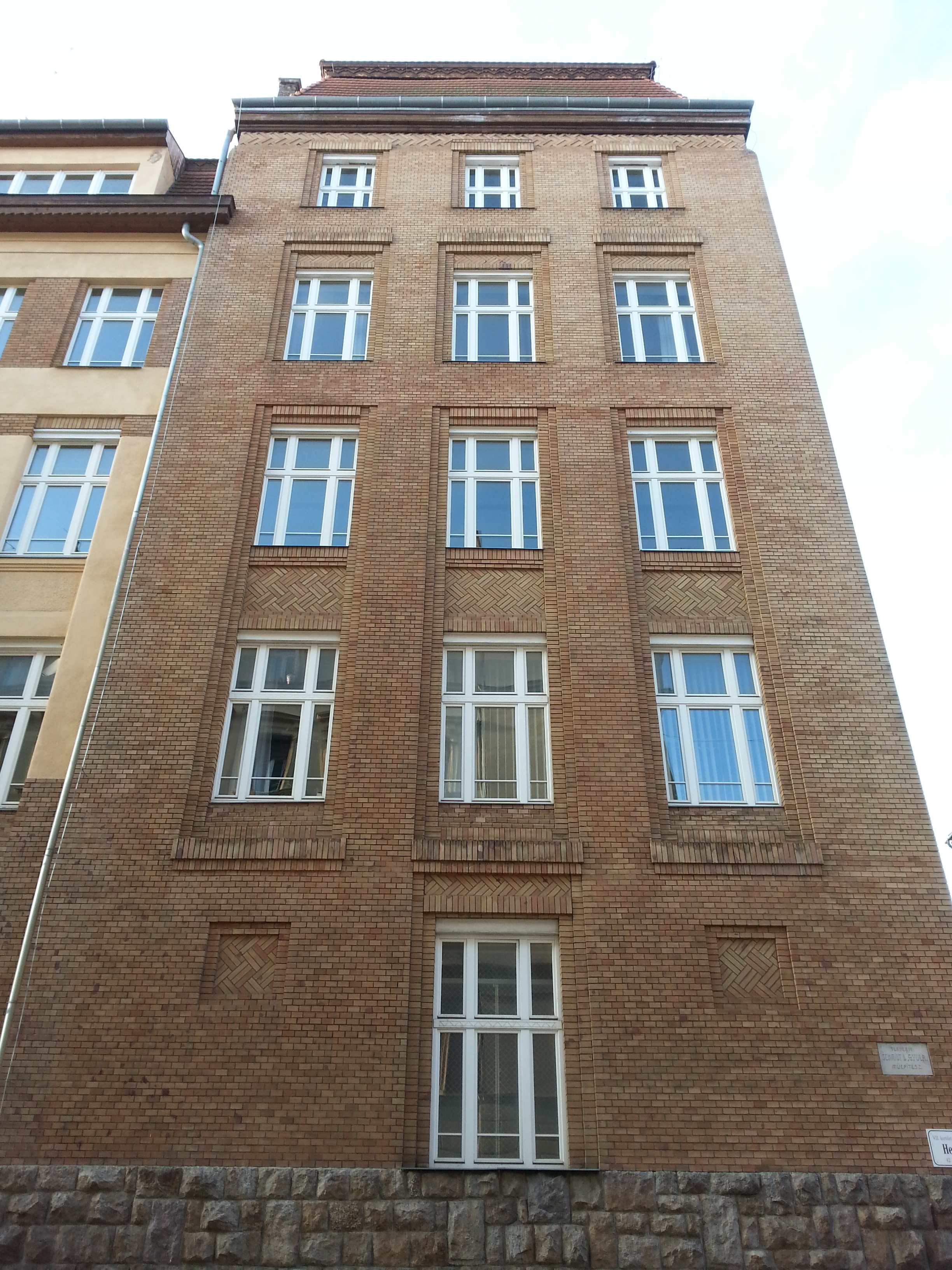
Dembinszky utcai elemi iskola (részlet)
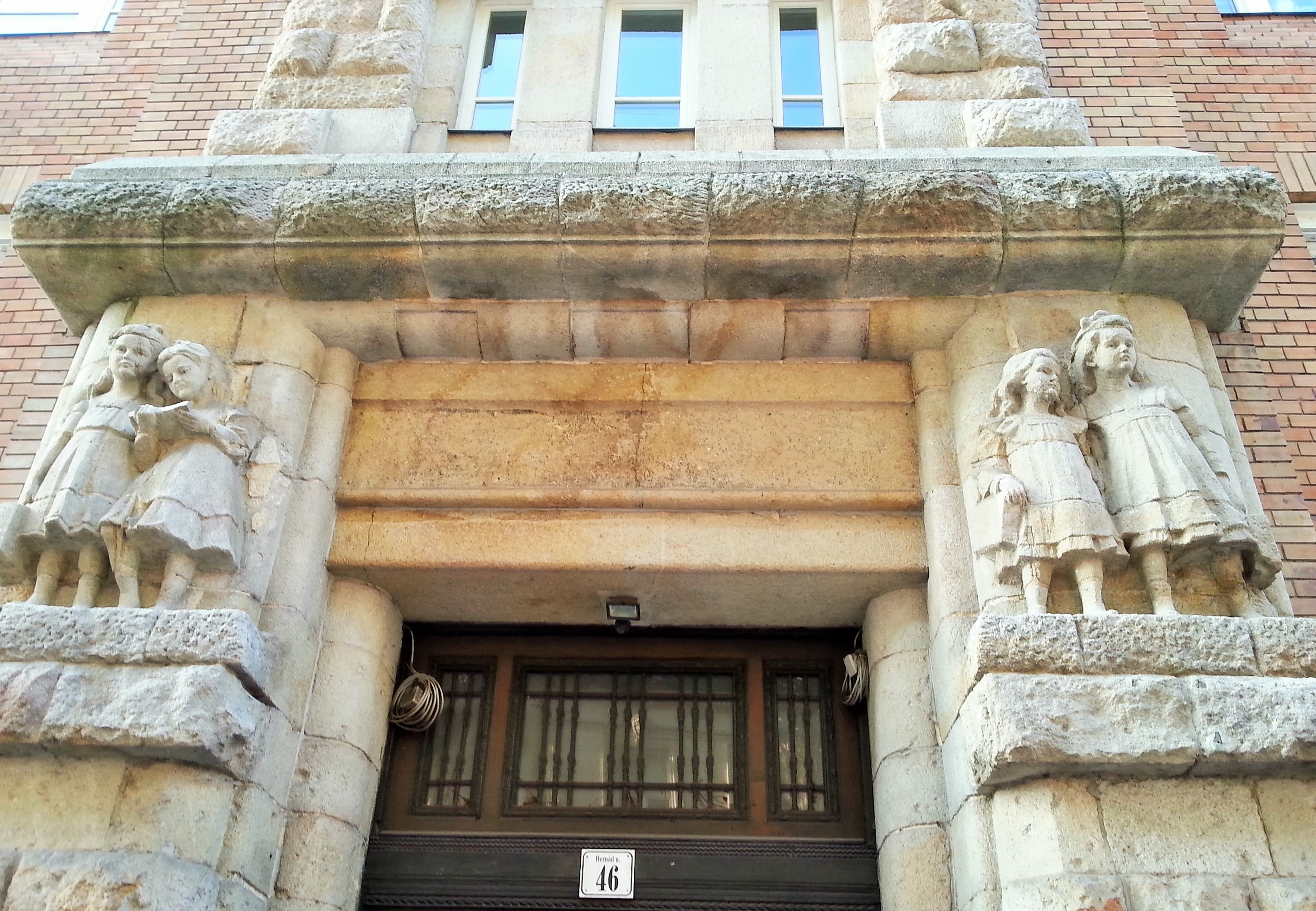
Dembinszky utcai elemi iskola (részlet)
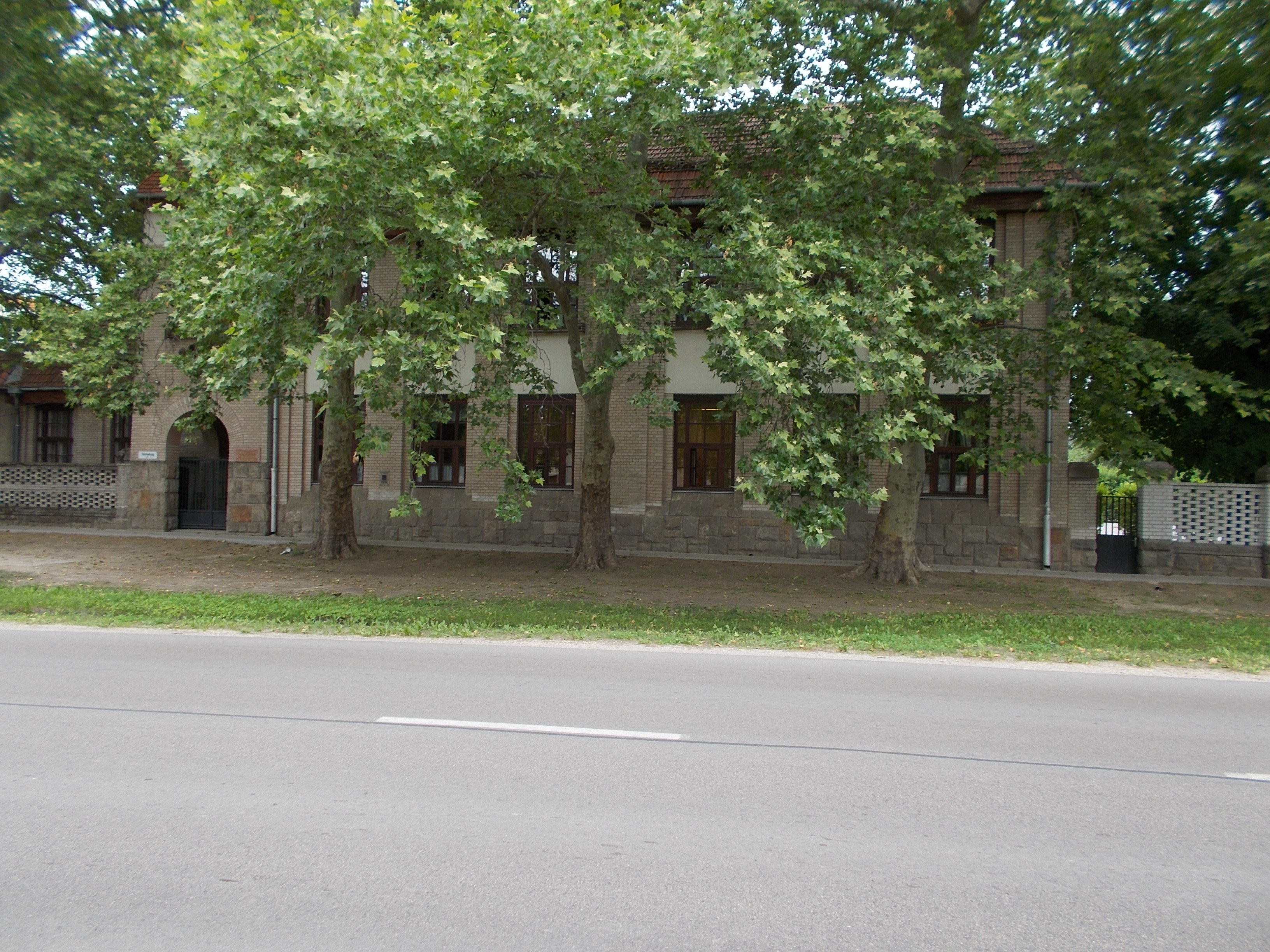
Elemi iskola, Kiskunhalas

## Egyéb irodalom
- Koós Judith: Horti Pál élete és művészete, Akadémiai Kiadó, Budapest, 1982